# ポケッタブルシリーズ
ポケッタブルシリーズとは、かつて東京都荒川区のシュウクリエイション社（後に株式会社ワクイコーポレーションに営業権を譲渡、2003年にワクイコーポレーションから株式会社ツクダオリジナルに営業権が譲渡）から発売されたポケットサイズのボードゲーム。なお、「ポケッタブル」は1994年に商標登録されている。

## 概要
基本的に駒はボードに張り付くマグネット式になっており、ゲームによってその他の付属品が入っている。
シリーズにはどこでも手軽に遊べるボードゲームとして次のキャッチフレーズが付けられている。
- 「ちょっと昼休みに……手軽にどこでもできちゃう。」
- 「これから始める人に……わかりやすい解説がうれしい。」
- 「老若男女を問わず……おもしろい事はみんな大好き。」
- 「旅先で楽しく……飛行機の中でやろうかな。」

## ゲームシリーズ（一部）
- 日本伝統ゲームシリーズ
  - オセロ(No.1)
    - 旅・オセロ(No.18)
    - マンガオセロ(No.1C)

  - 将棋(No.2)
  - 囲碁(No.4)
  - 軍人将棋(No.8)
  - 双六(No.33)
  - 麻雀(No.100)
  - DX麻雀(No.101)
- 世界伝統ゲームシリーズ
  - チェス(No.3)
  - バックギャモン(No.5)
  - ダイヤモンド(No.6)
  - ドミノ(No.7)
  - マスターマインド(No.9)
  - トライオミノス(No.15)
  - キングスコート(No.16)
  - スクラブル(No.43)
    - DXスクラブル(No.107)
    - プレミアスクラブル(No.108)

  - モノポリー(No.102)
    - ヤングモノポリー(No.112)

  - スマース(No.103)
  - クルード(No.104)
  - ブリッジ(No.105)[2]
  - ブラックジャック(No.110)
  - ラミィキューブ(No.45)
    - ラミィキューブプレミア(No.115)
    - ラミィキューブデラックス

  - ダーツ(No.116)
  - トリポリー
- スポーツ盤ゲームシリーズ
  - アメリカンフットボール(No.10)
  - テニス(No.11)
  - サッカー(No.14)
  - 野球(No.32)
  - ゴルフ(No.106)
- 現代ヒット盤ゲームシリーズ
  - ジャマー(No.13)
  - トランプゲーム(No.34)
  - 恋の星占い(No.40)
  - ポンジャン(No.44)
  - 競馬ゲーム(No.105)
- アクション盤ゲームシリーズ
  - ルーレット(No.30)
  - ビンゴ(No.31)
  - トラベルジャパン(No.41)
  - トラベルワールド(No.42)
- ウッディシリーズ
  - ソリタイヤ(No.50)
  - フォクシーゲーム(No.51)
  - ロイヤルインディア(No.52)
  - ナインズモリス(No.53)
  - スパニッシュチェッカー(No.54)
  - チャイニーズチェッカー(No.55)
- 文庫シリーズ
  - シャーロックホームズ
  - タロット(No.109)
  - 百人一首
- ひとりで遊ぶポケッタブルパズルシリーズ
  - 線の結合(No.201)
  - タングラム(No.202)
  - 星の環数(No.203)
  - エジプト王の墓(No.204)
  - 色の三角形(No.205)
  - 火山からエスケープ(No.206)

## 参考出典
- 不思議ななまりのコンニチワ！